# Olivetol
Olivetol (5-Pentylresorcin) ist ein Naturstoff und das Pentyl-Derivat des Resorcins.

## Vorkommen und Gewinnung

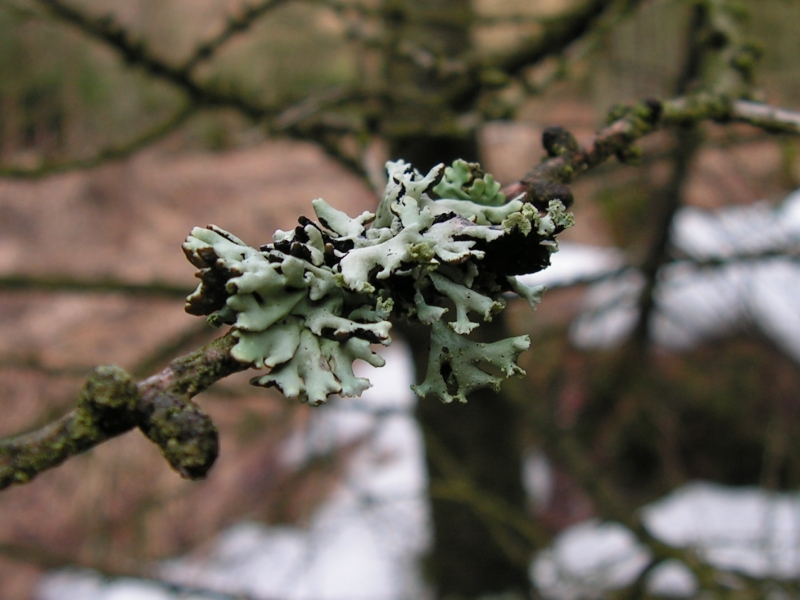
Blasenflechte (Hypogymnia physodes)

Olivetol kommt mit einem Anteil von bis zu 2,6 % in der Blasenflechte (Hypogymnia physodes) vor. Es kommt außerdem als Pheromon in verschiedenen Insektenarten vor.

## Chemische Eigenschaften
Da Olivetol durch die phenolischen Hydroxygruppen schwach sauer ist, kann es in basischen Lösungsmitteln gelöst werden.

## Verwendung
Olivetol kommt durch die Nutzung des Extraktes der Blasenflechte in verschiedenen Parfüms zum Einsatz.
Durch Kondensation von Pulegon und Olivetol lässt sich Tetrahydrocannabinol synthetisieren. Olivetolsäure (das Carbonsäure-Derivat des Olivetols) tritt in der Biosynthese von Hexahydrocannabinol auf.